# Sidney Rice
Sidney R. Rice (* 1. September 1986 in Gaffney, South Carolina) ist ein ehemaliger US-amerikanischer American-Football-Spieler auf der Position des Wide Receivers. Er spielte bei den Minnesota Vikings und den Seattle Seahawks in der National Football League (NFL). Mit den Seahawks gewann er 2013 den Super Bowl XLVIII.

## Karriere

### College
Rice wurde von verschiedenen Universitäten begehrt und entschied sich für die University of South Carolina. 2005 gelangen dem Wide Receiver insgesamt 1.143 Yards Raumgewinn und 13 Touchdowns. Ein Jahr darauf gelangen ihm zehn Touchdowns, alleine fünf im Spiel gegen die Florida Atlantic University, womit er einen Rekord brach und einen weiteren einstellte. Insgesamt beendete er seine College-Karriere mit 23 Touchdowns und behauptet damit auch den Schulrekord für sich.

### NFL
Die Minnesota Vikings wählten Rice im NFL Draft 2005 als 44. Spieler aus. Er ging einen Vier-Jahres-Vertrag ein. Seinen ersten Touchdown in der NFL konnte er am 30. September 2007 gegen die Green Bay Packers feiern. Bis zum Saisonende gelangen ihm 396 Yards Raumgewinn bei 31 gefangenen Pässen. Ihm gelang zudem ein 79-Yards-Pass, der längste Pass in der Geschichte der Minnesota Vikings, der nicht von einem Quarterback geworfen wurde.
Zur Saison 2008 war Rice bereits Stammspieler. Ihm gelang direkt beim Saison-Debüt ein Touchdown. Verletzungsbedingt musste er allerdings die folgenden acht Wochen aussetzen. Nach seiner Verletzung war er hinter Bobby Wade nur mehr zweite Wahl, weshalb er insgesamt nur auf 141 Yards bei vier Touchdowns kam. 2009 erkämpfte sich Rice wieder einen Stammplatz in der Offense der Vikings. Er toppte seine eigenen Leistungen von Woche zu Woche, was sich vor allem auf das gut funktionierende Zusammenspiel mit Quarterback Brett Favre zurückführen ließ. Er kam in dieser Saison auf insgesamt 1.312 Yards Raumgewinn und erzielte acht Touchdowns.
Vor dem Start der Saison 2011 unterschrieb Rice einen Vertrag bei den Seattle Seahawks.
Am 23. Juli 2014 erklärte Rice seinen Rücktritt vom professionellen Football.